# Кормо-Вошиньон
Кормо-Вошиньон (фр. Cormot-Vauchignon) — муніципалітет у Франції, у регіоні Бургундія-Франш-Конте, департамент Кот-д'Ор. Кормо-Вошиньон утворено 1 січня 2017 року шляхом злиття муніципалітетів Кормо-ле-Гран i Вошиньйон. Адміністративним центром муніципалітету є Кормо-ле-Гран. Населення — 213 осіб (01.01.2021).